# Кенгурятина

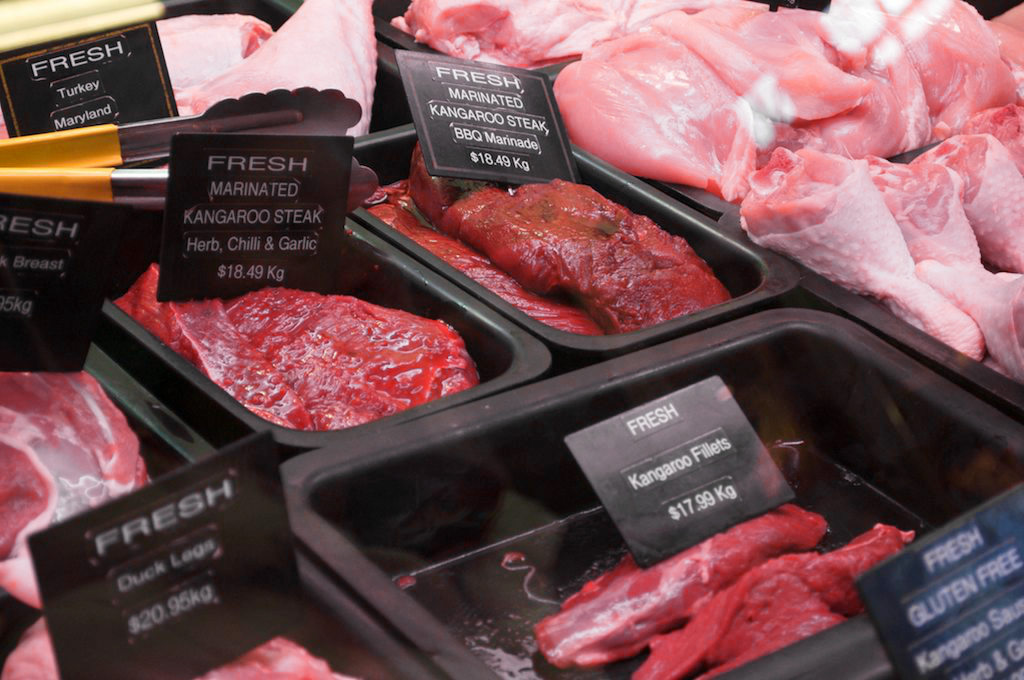
Ассортимент мяса кенгуру в супермаркете Мельбурна

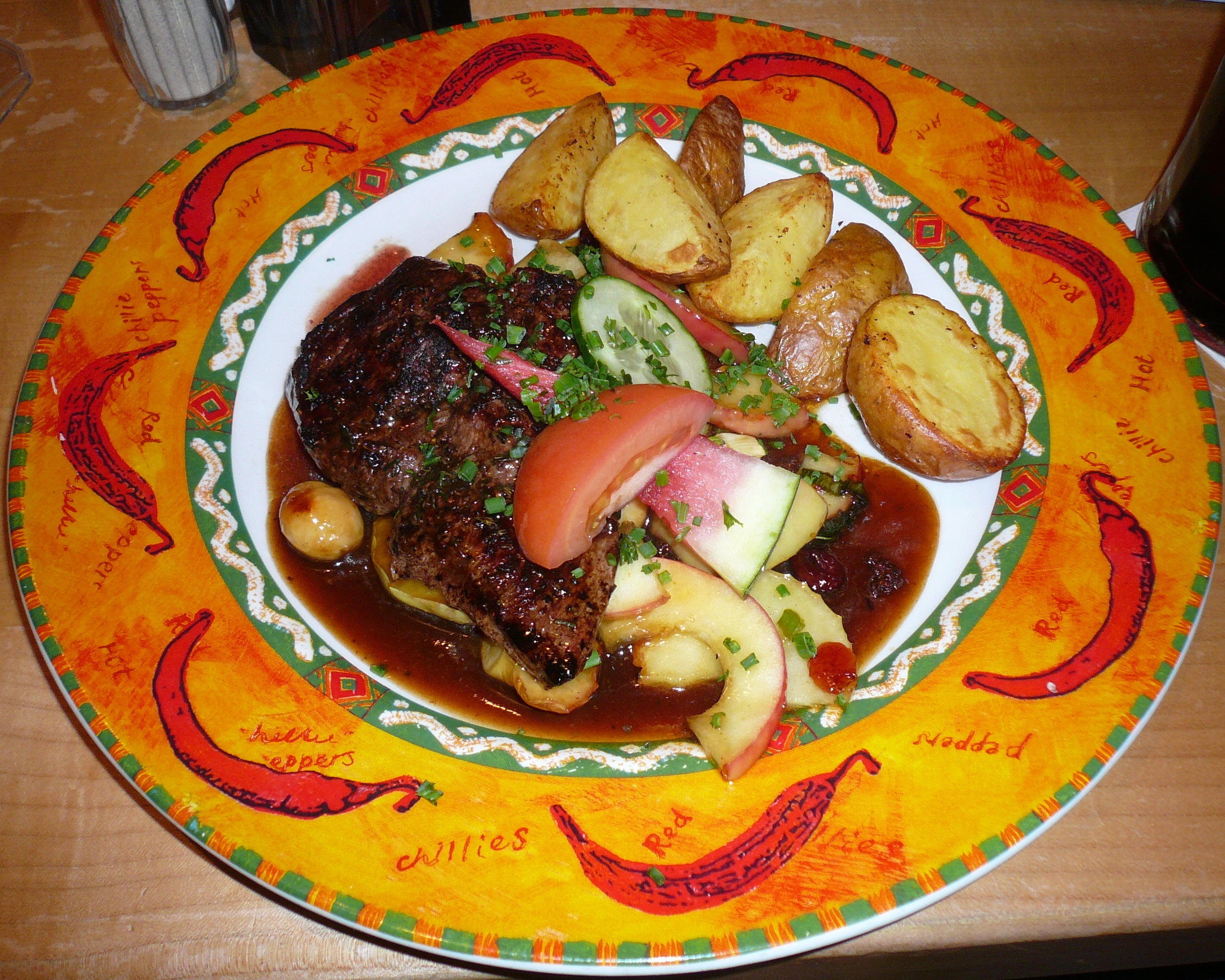
Стейк из кенгурятины

Кенгуря́тина — мясо кенгуру. Кенгурятина продаётся не только в Австралии, но также экспортируется в более чем 55 стран мира.

## Употребление в пищу
Кенгурятина с давних времён считалась одним из основных источников пищи у австралийских аборигенов. Мясо кенгуру содержит большое количество белков и малое количество жиров (около 2 %). По сравнению с другими продуктами кенгурятина содержит очень большое количество конъюгированной линолевой кислоты КЛК, которая обладает антиканцерогенными и антиоксидантными свойствами и способствует уменьшению подкожного жира.
Мясо кенгуру более нежное и обладает более насыщенным вкусом, чем другие сорта мяса. При приготовлении его можно использовать в блюдах, которые традиционно готовятся из говядины. Спрос на кенгурятину возрос в связи с участившимися случаями губчатого энцефалита (коровье бешенство).
Добыча мяса кенгуру для употребления в пищу была узаконена в Южной Австралии в 1980 году, в остальных штатах в 1993 году. С начала XX века кенгурятина не пользуется особым спросом среди жителей Австралии (в 2008 году только 14,5 % австралийцев употребляли мясо кенгуру в пищу не менее 4-х раз в год), в Австралии её часто используют в качестве собачьего корма. Около 70 % мяса экспортируют за границу, главным образом на европейский рынок (примечание: до того, как Россия ввела в августе 2009 временный запрет на импорт мяса кенгуру, именно Россия была основным покупателем (70 % от объёма производства) мяса кенгуру, где оно использовалось для производства сосисок). Главными потребителями являются Россия, Германия, Франция, ЮАР, Казахстан, Узбекистан. Кенгурятина также продаётся в Англии и содержится в российских колбасах.

## Экология
Мясо кенгуру считается экологически чистым продуктом, так как на кенгуру не оказывают химического воздействия. Кроме этого, сами кенгуру не выделяют парниковых газов. По данным австралийских учёных 14 % всех парниковых газов, вызывающих изменение климата Земли, испускается крупным рогатым скотом. Причина этого — кишечная бактерия, которая, разлагая растительную органику, продуцирует метан, а он является одним из наиболее активных парниковых газов. Учёные Австралии намерены нейтрализовать эту бактерию в кишечнике скота заменив её на «безметановый» аналог — бактерию из кишечника кенгуру.